# Ishockeylåt
Ordet ishockeylåt (eller hockeylåt) har två skilda betydelser som i viss mån överlappar varandra. Dels är det en sång som handlar om ishockey, ofta skriven för ett visst lag eller en viss turnering. Dels är det en sång, låt eller melodi, ofta en hitlåt känd sedan tidigare, som brukar spelas på ishockeymatcher under spelavbrott.
Sovjetunionens nationalsång kallades skämtsamt för "hockeylåten" eftersom den spelades i samband med Sovjetunionens ishockeylandslags matcher och alla segrar i VM och OS turneringar.

## Kända ishockeylåtar i första betydelsen
- Nu tar vi dom
- Den glider in
- Svenska hjältar (låt)
- Tre kronor (slå oss om ni kan)
- The Hockey Song
- Här kommer grabbarna

## Ishockeylåtar i andra betydelsen
- We Will Rock You
- Heavens on fire, Kiss
- Back in black, AC/DC
- Get Ready for This
- Live Is Life av Opus